# Cravos de Abril

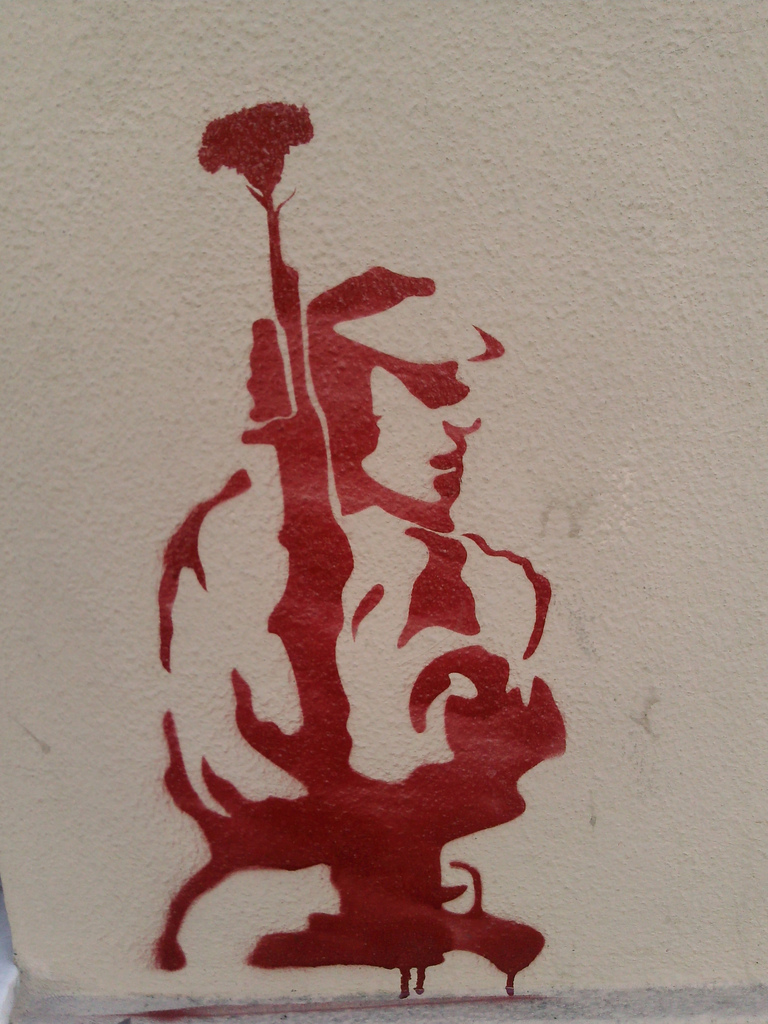
Revolução dos Cravos

Cravos de Abril é um documentário histórico português de curta-metragem de Ricardo Costa. Ilustra os acontecimentos da revolução democrática em Portugal, a chamada Revolução dos Cravos, desde o dia 25 de Abril até ao 1º de Maio de 1974.

## Sinopse
Introdução: o estado do país, as guerras coloniais, a ditadura de Salazar. As primeiras horas do 25 de Abril de 1974, na Praça de Comércio. Atacantes e resistentes.
O desenrolar dos acontecimentos durante a ocupação da praça. Uma ameaçadora fragata vagueia pelo Tejo. O arranque das forças militarizadas para o Largo do Carmo.
O cortejo dos carros de combate ao longo da Rua Augusta e a adesão popular. No Chiado, estão estacionadas as forças fiéis ao regime. A caserna cercada no Largo do Carmo e a rendição da Guarda Nacional Republicana. A primeira grande concentração de massas populares apoiando os militares revoltosos.
A prisão dos agentes da polícia política da PIDE e o desmantelamento da sua sede na rua António Maria Cardoso. A libertação dos prisioneiros políticos do Forte de Caxias. A prisão do Forte de Peniche está agora ocupada pelos pides capturados.
O comunicado do Movimento das Forças Armadas ilustrada pelo desenhador humorista Maurice Sinet. A chegada de Mário Soares do exílio à estação de Santa Apolónia. As primeiras apoteoses. A chegada de Álvaro Cunhal ao aeroporto de Lisboa. O primeiro 1º de Maio, em Lisboa. A multidão arrebatada pelos discursos de Soares e de Cunhal.
As pinturas murais depois do 25 de Abril. O futuro em questão.

## Ficha técnica
- Realizador: Ricardo Costa
- Produtor: Ricardo Costa
- Fotografia: Ricardo Costa
- Formato: 16 mm cor e p/b
- Duração: 28'
- Imagens de arquivo da RTP (16 mm, p/b)
- Fotos de Eduardo Gageiro
- Ilustrações de Maurice Sinet
- Som: arquivos da rádio
- Montagem: Maria Beatriz
- Laboratórios de imagem: Ulyssea Filme
- Laboratório de som: RTP
- Estreia: 1 de Maio de 1976 (RTP)
- Edição DVD: Lusomundo

## Enquadramento histórico
Bem cedo, na manhã do dia 25 de Abril de 1974, Ricardo Costa é acordado pelo seu amigo e colaborador em actividades editoriais, Ilídio Ribeiro, que lhe anuncia estar em pleno curso uma revolução. Em casa tem guardada uma máquina de filmar Paillard-Bolex de 16mm, com motor de corda, e duas bobines de filme negativo a cor Eastman, de 120 metros. Os dois têm no prelo (MONDAR editores) uma edição de desenhos humorísticos do francês Maurice Sinet, a CIA. Têm a PIDE à perna, que os vigia por edições incómodas e incompatíveis com os desígnios da política marcelista.
Metem-se no carro, ligam a telefonia e acabam por sintonizar uma estação emissora da GNR, que transmite ordens aos agentes sobre o movimento das tropas envolvidas no golpe militar. Dirigem-se para a Praça do Comércio, onde os revoltosos concentraram carros de combate. É aí que Ricardo Costa começa a filmar. Na rua ainda não há gente nem outras câmaras, à excepção das de um ou dois fotógrafos profissionais, um deles Eduardo Gageiro. A situação evolui, juntam-se alguns curiosos e os carros de combate arrancam para o Largo do Carmo, em cujo quartel da GNR se tinha refugiado Marcelo Caetano. Até ao fim da tarde, filmando os acontecimentos em planos curtos para poupar película, Ricardo Costa consegue registar o essencial de tudo o que se passa. A primeira bobine de 120 metros, dividida em quatro para caber na máquina, foi toda gasta. Pouco filme para a importância do acontecido (cerca de 15 minutos de película impressa), mas o suficiente para mostrar como se tinham passado as coisas.
No dia seguinte é feita uma cópia em positivo do material filmado no laboratório Ulyssea Filme. A notícia do golpe militar chega entretanto à imprensa estrangeira. A cadeia de televisão alemã ARD é contactada e interessa-se imediatamente pelas imagens. O aeroporto de Lisboa está fechado, mas o filme é embarcado logo no primeiro avião que parte para a Alemanha e as imagens do 25 de Abril são difundidas no dia seguinte. Maurice Sinet (Siné), por seu lado, mal sabendo o que se passa, apanha um avião em Paris e chega a Lisboa na véspera do 1º de Maio (ver referências).
Juntam-se no prosseguimento da aventura. Siné põe-se a desenhar o que vê. O resto da película é gasta no Estádio 1º de Maio, onde Mário Soares e Álvaro Cunhal farão a sua primeira aparição pública depois do exílo, perante um mar de gente.
É logo no ano seguinte que a RTP abre suas portas à colaboração de produtores e realizadores independentes. Abandonando entretanto a sua actividade editorial e o seu trabalho como professor de liceu, Ricardo Costa dedica-se exclusivamente à realização e produção de filmes. Colabora com a RTP na área do filme documentário como produtor externo. Trabalha por algum tempo com Horst Hano, correspondente da cadeia de televisão alemã ARD, que noticiara o 25 de Abril com imagens do filme, e depois com a cadeia de americana CBS, para a qual filma relatos do que se passa durante o Verão Quente. Só mais tarde, recorrendo a imagens de arquivo da RTP, a fotografias de Eduardo Gageiro e outros, conclui o filme. Cravos de Abril seria pela primeira vez exibido na televisão portuguesa no dia 1 de Maio de 1976.